# Селџучка династија
Селџучка династија, или Селџуци, била је сунитска династија Огуз Турака која је постепено постала дио персијског друштва и која је допринијела турско-персијској традицији у средњовјековној југозападној и средњој Азији. Селџуци су основали и Селџучко царство и Иконијски султанат, који су се на свом врхунцу простирали од Анадолије до Ирана и била је мета Првог крсташког похода.

## Рана историја
Селџуци воде поријекло од Киник гране Огуз Турака, који су у 9. вијеку живјели на периферији муслиманског свијета, сјеверно од Каспијског и Аралског језера у Јабгу канату Огуског племенског савеза, у Казашкој степи Туркестана. Током 10. вијека, због различитих догађаја, Огузи су дошли у близак контакт са муслиманским градовима.
Када се Селџук, вођа селџучког клана, разишао са Јабгуом, старјешином Огуза, одвојио се свој клан од главнине Токуз-Огуза и поставио је табор на западној обали доњег тока Сир Дарје. Око 985. године, Селџук је прешао на ислам. У 11. вијеку Селџуци су се преселили из домовине својих предака у Персију, у покрајину Хорасан, гдје су наишли на Газнавидско царство. Године 1024, 40.000 породица Огуз Турака се преселило у Кавкаску Албанију. Селџуци су поразили Газнавиде у бици на Наса пољу 1035. године. Торгул, Чагри и Јабгу стекли су инсигније (знамења) гувернера, добили су посједе и звање дехкана. У бици код Дандакана поразили су Газнавидску војску и након успјешне Торгулове опсаде Исфахана 1050/51. године, успоставили су своју државу која ће касније постати позната као Селџучко царство. Селџуци су се помијешали са мјесним становништвом и прихватили персијску културу и персијски језик у наредним десетљећима.

## Касни период
Након доласка у Персију, Селџуци су прихватили персијску културу и персијски језик као званични језик власти и имали су значајну улогу у развоју турско-персијске традиције која је окарактерисана као „персијска култура под покровитељством туркијских владара”. Данас, памте се као велики покровитељи персијске културе, умјетности, књижевности и језика и сматрају се дјелимичним прецима данашњих Западних Турака — становника Азербејџана (укључујући и Ирански Азербејџан), Турске и Туркменистана.